# Provinz Djelfa
Die Provinz Djelfa oder El-Djelfa (arabisch ولاية الجلفة, DMG Wilāyat al-Ǧilfa, Zentralatlas-Tamazight ⴰⴳⴻⵣⴷⵓ ⵏ ⴵⴻⵍⴼⴰ Agezdu n Ǧelfa; auch Dschilfa) ist eine Provinz (wilaya) in Algerien.
Die Provinz liegt im Übergangsgebiet zwischen dem dichtbevölkerten Norden und dem dünn besiedelten Süden und umfasst eine Fläche von 33.236 km²
Rund 1.197.000 Menschen (Schätzung 2006) bewohnen die Provinz, die Bevölkerungsdichte beträgt somit rund 36 Einwohner pro Quadratkilometer.
Hauptstadt der Provinz ist Djelfa, andere Städte über 100.000 Einwohner sind Ain Oussera und Messaad.